# ゲオルギー (お笑いコンビ)
ゲオルギーは、日本の男性お笑いコンビである。2012年結成、2019年解散。吉本興業東京本社（東京吉本、厳密には子会社のよしもとクリエイティブ・エージェンシー）所属。東京NSC17期生。

## メンバー
メンバーの2人は、大学は異なるもののお笑いサークル時代の同級生である。
広永陸（ひろなが りく、1988年7月9日（37歳） - ）ツッコミ・ネタ作り担当。
茨城県土浦市出身。血液型A型。身長165cm。体重48kg。
大正大学卒。大正大学コメディ研究会出身だが、大正大学コメディ研究会の活動休止後は、実質慶應義塾大学お笑い道場O-keisに入っていた。
コントでは弱そうな見た目や声質を活かし、おじいさんや弱い立場での役が多く、Youtubeにて「School Survive～明日イジメられないために～」と題した、ひ弱な若手芸人がふるさとアスリートの元を訪れ、スポーツに挑戦し逞しく成長していくストーリーを追っていく企画を行っている。
アマチュア時代は、現在トゥインクル・コーポレーション所属のレッスン祐輝とのコンビ「純情パスタ」を組んでいたこともある。
吉川きっちょむ（よしかわ きっちょむ、1988年12月11日（36歳） - ）ボケ担当。愛称は「きっちょむ」。
東京都出身。血液型B型。身長168cm。体重52kg。本名 吉川遼。
慶應義塾大学法学部政治学科卒。慶應義塾大学お笑い道場O-keisの三代目代表（2009年度）を務め、大学卒業後に東京NSCに通いながら、後に各事務所が注目する大学生のお笑いの大会「国民的大学生芸人グランプリ～大学芸会～」や「お笑いサークル連盟」を作った創始者の一人である。慶應義塾大学お笑い道場O-keis出身でプロになった後輩には、真空ジェシカ川北、ストレッチーズ、ひつじねいり細田、夢屋まさる、令和ロマン（元魔人無骨）など。
日本生まれの帰国子女であり、アメリカに0歳～5歳の6年間、ベルギーに小学校6年～中学校3年の4年間住んでいた。ベルギー滞在時はブラッセル日本人学校に通っていた。サッカーW杯2018日本対ベルギー戦では、青春はベルギーにあったとして吉川はベルギーを応援している。
慶應義塾高等学校では合気道部に入っていて、心身統一合氣道の全国大会（2006年）では金賞を獲得している。慶應義塾高等学校の合気道部の先輩に石原良純がいる。
コントでは中性的な童顔を活かし、子供や、変な人、女装の役が多い。
自宅の漫画の蔵書が3000冊以上、年間に1000冊以上読んでいるほど漫画好きで、定期的にお笑い漫画イベント『行け！よしもと漫画研究部！』を開催しており、吉川はよしもと漫画研究部部長である。電子書籍サービス「読書のお時間です」（Ameba）でライターとしても活動中で、堀江貴文がプロデュースした渋谷のマンガサロン『トリガー』ではスタッフとして勤務していた。
おかずクラブと仲が良く、漫画に詳しい芸人を聞かれたときに吉川の名前を挙げている。漫画家の知人も多く、麻生周一、稲垣理一郎、とよ田みのる、平本アキラ、武富健治、山本さほ、魚豊、山崎紗也夏、モリタイシ、ムラタコウジなどを始め漫画家100人以上と交流がある。週に一度、漫画好きな芸人（ガーリィレコードなど）を集めて漫画についてアツく語る生配信『部屋語り』を配信している。
映画、ボードゲーム、ボルダリングなどの趣味にも強く、自分でもボードゲーム「ワタシ負ケマシタワ」を考案している。

### 略歴・芸風
主にコント。大学在学中に出会いアマチュア時代から組んでいる。独特な世界観を生み出し、観客を引きずり込んでいくシュールな芸風のコントで、設定の妙や、人間関係のままならなさを利用したネタが多い。
大学時代はそれぞれの所属するお笑いサークルで、別のコンビを組んでいた。大学生芸人を紹介するバラエティ番組「カイブツ」（日本テレビ）には、広永は男女コンビ「ドテカボチャ」で、吉川は「ぽちょむきん」というコンビで出演していた。
2019年8月をもって解散を発表。吉川は漫画好き芸人としても活動しつつ、大友達人とコンビ「ウーピーウーピー」を結成。広永は元ヤングウッズのグチヤマとコンビ「マチルダ」を結成。

## 主なメディア出演

### テレビ番組
- ラジオな2人（2015年8月7日、Dlife）
- 清春の木曜The NIGHT（2016年11月3日/2017年1月5日、AbemaTV）

吉川
- 君たちナイスカポー〜SEX鑑定団〜(2012年9月6日/9月20日、 LaLa TV)
- 午前零時の岡村隆史（2013年11月6日/11月13日、TBS）
- NEWSな2人「帰国子女編」（2017年9月29日/10月6日、TBS）
- リトルトーキョーライフ「ボードゲーム編」（2018年5月16日、テレビ東京）
- ヒルナンデス!「芸人オススメマンガプレゼンバトル」（2020年3月27日、日本テレビ）[16]
- ヒルナンデス!「年1200冊読むマンガ通が選んだ1冊」（2021年1月22日、日本テレビ）[17]
- スッキリ「マンガ大賞2021『葬送のフリーレン』」（2021年3月17日、日本テレビ）[18]
- 水曜日のダウンタウン（2021年10月20日、TBS）[19]

### ラジオ
吉川
- TALK ABOUT「『鬼滅の刃』に続くこれからヒット間違いなしの注目マンガを紹介！」（2020年11月14日、TBSラジオ）[20]
- 安東弘樹 Let’s Go Friday「お趣味探訪」マンガ好き芸人（2020年12月11日、ニッポン放送）[21]
- まんが王国 presents 世界はまんがで出来ている！「第1回 せかまんアワード2020」（2021年2月6日、2月13日、2月20日、TOKYO FM）[22]
- まんが王国 presents 世界はまんがで出来ている！（2021年6月5日、6月12日、TOKYO FM）[23] - パーソナリティ
- アフター6ジャンクション「カルチャートーク」推薦図書で龍幸伸『ダンダダン』を紹介（2021年11月23日、TBSラジオ）[24]

### 映画
吉川
- 日々ロック（2014年11月22日） - ライブハウスのロン毛の観客 役
- クリーピー 偽りの隣人（2016年6月18日） - 大学生 役
- ザ・エレクトリカルパレーズ（2020年11月6日） - 吉川きっちょむ[25]

### テレビドラマ
- イタズラなKiss〜Love in TOKYO（2013年3月29日 - 7月19日、フジテレビTWO） - 黄村（斗南大学アニメ部部員）役（広永）/ 赤木（斗南大学アニメ部部員 役（吉川）

吉川
- ランチ合コン探偵〜恋とグルメと謎解きと〜第2話（2020年1月9日 - 3月12日、読売テレビ / 日本テレビ） - 板前 役

### 配信番組
吉川
- R藤本の水曜はじけてまざれ!（2018年8月15日）
- 『ザ・ファブル』映画化記念！「ファブル大好き芸人」（2019年4月4日）[26]
- ベジータとカイジがアナログゲーム実況（2019年4月18日、10月18日[27]、2020年1月24日）
- R藤本のユーモアチャンネル R藤本の大喜利塾（2019年12月11日 - ）[28]
- モンスト×進撃の巨人「巨人討伐祭 夜の陣」芸能人vs東大『進撃の巨人』クイズ対決（2020年10月7日）[29]
- R藤本のユーモアチャンネル R藤本の大喜利実験室（2020年12月16日 - ）[30]
- ジャンプフェスタ2022『あやかしトライアングル』（2021年12月18日）[31]
- ジャンプフェスタ2022『地獄楽』（2021年12月19日）[32] - MC
- ジャンプフェスタ2022『るろうに剣心 -明治剣客浪漫譚・北海道編-』（2021年12月19日）[33]

### MV
- 前田敦子「君は僕だ」（2012年)[34]

### CM
吉川
- 台所用洗剤「ジョイコンパクト」（2014年10月、P&G）[35] - オタク篇
- 宮崎県西都市ふるさと納税PR動画「おかずクラブのふるさと天使？」（2017年11月28日）[36]

### 雑誌
吉川
- ただいま日本（帰国子女お笑い芸人、2018年、株式会社JCM） - インタビュー[37]
- UOMO 2020年8月号（大人買いしたい「一気読みマンガ」特集、2020年6月25日、集英社） - ライター
- TV Bros. 2020年12月号（コミックアワード特集号、「今一番、面白い漫画は？」、2020年10月23日、東京ニュース通信社） - ライター[38]
- ダ・ヴィンチ 2021年6月号（「魂をゆさぶるやつ、教えてください 嗚呼、このマンガが好きすぎる。」特集、2021年5月6日、KADOKAWA） - インタビュー[39]

### その他
吉川
- 武蔵野美術大学卒業展示会（2015年1月16日 - 18日）[40][41] - 中林若菜「そんな意見をみとめないがだれの許しも乞うていないそれは存在するということ」のモチーフ協力
- 『ニャイト・オブ・ザ・リビングキャット』第1巻発売記念特集（2021年5月10日） - 著名人応援コメント[42]
- BEAMS SPORTS『気になるスポーツは漫画が入り口！』全3回（2021年8月4日 - 2021年8月30日） - ライター[43][44][45]